# Кусепеєво
Кусепе́єво (рос. Кусепеево, башк. Көҫәпәй) — присілок у складі Салаватського району Башкортостану, Росія. Входить до складу Мечетлінської сільської ради.
Населення — 250 осіб (2010; 241 в 2002).
Національний склад:
- башкири — 100 %